# Skechers

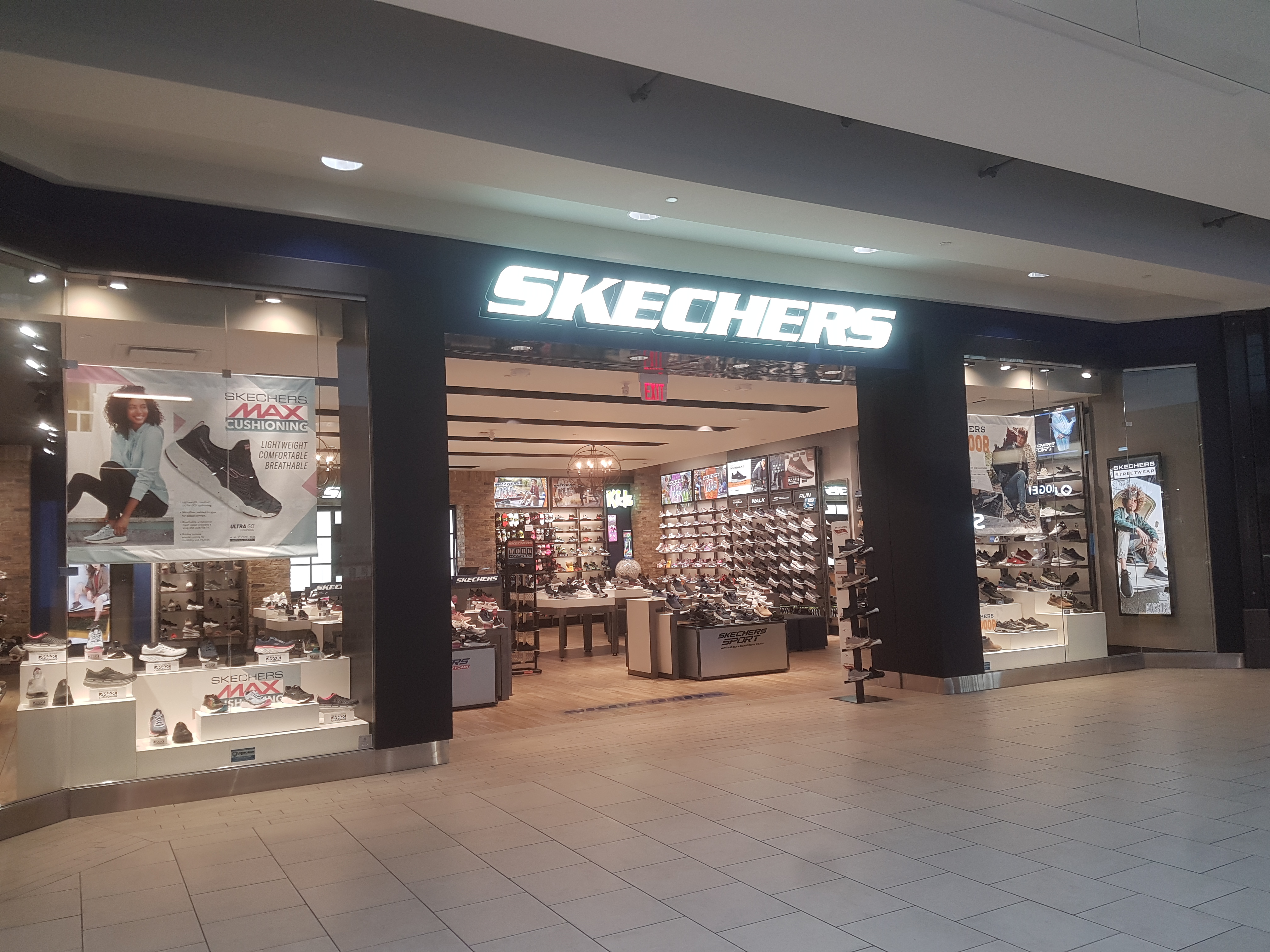
Магазин Skechers в торговом центре Кингсвэй Молл в Эдмонтоне, Канада

Skechers («Скечерс») — американская компания, занимающаяся разработкой дизайна и продажей обуви, одежды и аксессуаров. Штаб-квартира расположена в Манхэттен-Бич, (штат Калифорния). Компания была основана в 1992 году и контролируется семьёй Гринберг.

## История
Компанию основал Роберт Гринберг с сыном Майклом в 1992 году. Роберт Гринберг начал карьеру в 1960-х годах в Бостоне; сначала он продавал парики салонам красоты, позже торговал джинсами и корейскими часами. В 1978 году переехал в Лос-Анджелес, где открыл магазин по продаже и прокату роликовых коньков. В 1983 году Гринберг с партнёрами основали обувную компанию LA Gear. Компания выпускала женскую спортивную обувь, к 1990 году оборот LA Gear достиг 900 млн долларов. В следующие годы дела компании пошли резко на спад, и в 1992 году инвесторы вынудили Гринберга уйти из LA Gear. В том же году Гринберг основал новую обувную компанию, первоначально задуманную как дистрибьютор британского бренда Dr. Martens. Вскоре, однако, компания запустила свой бренд обуви, Skechers, ориентированный на молодёжь. В 1993 году была выпущена модель Chrome Dome в стиле «гранж» (изначально потёртые), которая принесла компании известность, её продукцию начали брать на реализацию такие сети универмагов, как Foleys и Nordstrom.
В 1995 году Skechers начала лицензировать свой бренд для выпуска одежды. В 1997 году компания начала выходить на новые рынки, сосредоточившись на Юго-Восточной Азии и Восточной Европе; к следующему году зарубежные продажи приносили 15 % выручки. В 1998 году была запущена линия спортивной обуви, для презентации которой был арендован павильон на торговой выставке во всемирном когресс-центре Джорджии. Также в конце 1990-х годов компания начала открывать собственные магазины. Оборот компании в 1998 году составил 373 млн долларов; около 20 % от этой суммы расходовалось на рекламу. В июне 1999 года Skechers провела первичное публичное предложение на Нью-Йоркской фондовой бирже. В 2001 году были открыты флагманские магазины Skechers в Лондоне, Дюссельдорфе и Токио.
В 2000-х годах Skechers начала делать акцент на комфортности своей обуви. В 2008 году была запущена линия Shape-ups, которая, как утверждалось, не только удобная, но и укрепляет мышцы при ходьбе; в 2012 году компании пришлось уплатить 40 млн долларов по иску о ложных заявлениях в рекламе. В 2010-х годах появились линии Skechers Memory Foam (повседневная обувь с применением материала Memory Foam), GOwalk и GOrun (спортивная обувь)
В мае 2025 года было достигнуто соглашение о покупке Skechers инвестиционной компанией 3G Capital; завершение сделки и делистинг запланированы на III квартал 2025 года.

## Собственники и руководство
Компанией выпущены акции двух классов. Акции класса B, дающие 10 голосов, полностью принадлежат семье Гринберг, в частности, Роберту Гринбергу принадлежит 92,6 %; семья Гринберг имеет более половины голосов на собраниях акционеров. Акции класса A котируются на Нью-Йоркской фондовой бирже и в основном принадлежат институциональным инвесторам; по состоянию на 2025 год крупнейшими из них были Fidelity Management & Research Co. LLC (15 %), Vanguard Fiduciary Trust Co. (9,53 %), BlackRock Advisors LLC (8,87 %), State Street Corporation (3,59 %), MFS Investment Management Canada Ltd. (2,98 %).
Руководство:
- Роберт Гринберг (Robert Greenberg, род. в 1940 году) — соучредитель, председатель совета директоров и генеральный директор с 1993 года[11].
- Майкл Гринберг (Michael Greenberg) — соучредитель, президент с 1992 года.

## Деятельность
Компания предлагает две основные линии обуви: повседневную (Skechers Memory Foam, Relaxed Fit) и спортивную (Skechers GOrun, Skechers GOwalk). Skechers также продаёт спортивную одежду для мужчин, женщин и детей. Через лицензионные соглашения под брендами компании производятся сумки, часы, очки и другие товары.
Выручка компании за 2024 год составила 9 млрд долларов, её распределение по регионам: США — 38 %, остальная Америка — 11 %, Китай — 14 %, остальная Азия — 13 %, Европа, Ближний Восток и Африка — 25 %. На собственные магазины и платформы электронной коммерции пришлось 43 % выручки, остальное принесла оптовая продажа.
Всю продукцию изготавливают независимые контрактные производители, преимущественно в Китае и Вьетнаме. Собственная розничная сеть по состоянию на конец 2024 года насчитывала 1787 магазинов, из них 610 в США; ещё 3,5 тыс. магазинов работали по лицензии или франшизе.
В списке крупнейших публичных компаний мира Forbes Global 2000 за 2024 год Skechers USA заняла 1675-е место. В списке крупнейших компаний США Fortune 500 заняла 465-е место.

## Рекламная деятельность
Для продвижения своей продукции компания Skechers старается привлекать различных знаменитостей, таких как: певица Меган Трейнор, телеведущая Брук Берк-Чарвет, модель и актриса Келли Брук, южнокорейский бойзбэнд EXO и женская группа Sistar, боксёр Шугар Рэй Леонард, бывший футболист Хауи Лонг, а также олимпийские бегуны Меб Кефлезиги и Кара Гучер, гольфисты Мэтт Кучар, Белен Мозо, Колин Монтгомери, Билли Андраде для подразделения Skechers Performance.
В начале 2000-х годов лицом марки была певица Бритни Спирс. По истечении срока контракта на смену Бритни пришла её главная соперница — Кристина Агилера.
В 2003—2004 годах в рекламе Skechers были задействованы баскетболист Рик Фокс и актёр Роберт Дауни младший. Кроме того, в разное время в рекламе появлялись актёры Роб Лоу и Мэтт Диллон, а также группа The Black Eyed Peas, певицы Эшли Симпсон, Кэрри Андервуд и Брэнди. Лицом модели Skechers Shape Ups стала Ким Кардашьян.